# Алахуела (провінція)
Алахуе́ла (англ. Alajuela) — одна з 7 провінцій Коста-Рики.

## Географія
Знаходиться в північній частині країни. Межує на заході з провінцією Гуанакасте, на півдні з Пунтаренас і Сан-Хосе, на сході з Ередія, на півночі з державою Нікарагуа. Є однією з найбільших за площею в країні, її площа — 9753 км. Населення — 848 146 чол. (2011). Адміністративний центр — місто Алахуела. Інше велике місто — Сьюдад-Кесада.
На території провінції знаходяться два діючі вулкани: Ареналь і Поас.
Через провінцію проходить Панамериканське шосе.

## Історія
До приходу іспанських колонізаторів територія провінція була заселена індіанськими племенами хетарас, вотос, гуатасос, тікес та катапас.

## Кантони
Провінція розділена на 15 кантонів:
1. Алахуела
2. Альфаро Руїс
3. Атенас (Афіни)
4. Вальверде-Вега
5. Гресія (Греція)
6. Гуатусо
7. Лос-Чилес
8. Наранхо
9. Оротіна
10. Пальмарес
11. Поас
12. Сан-Карлос
13. Сан-Матео
14. Сан-Рамон
15. Упала

## Галерея

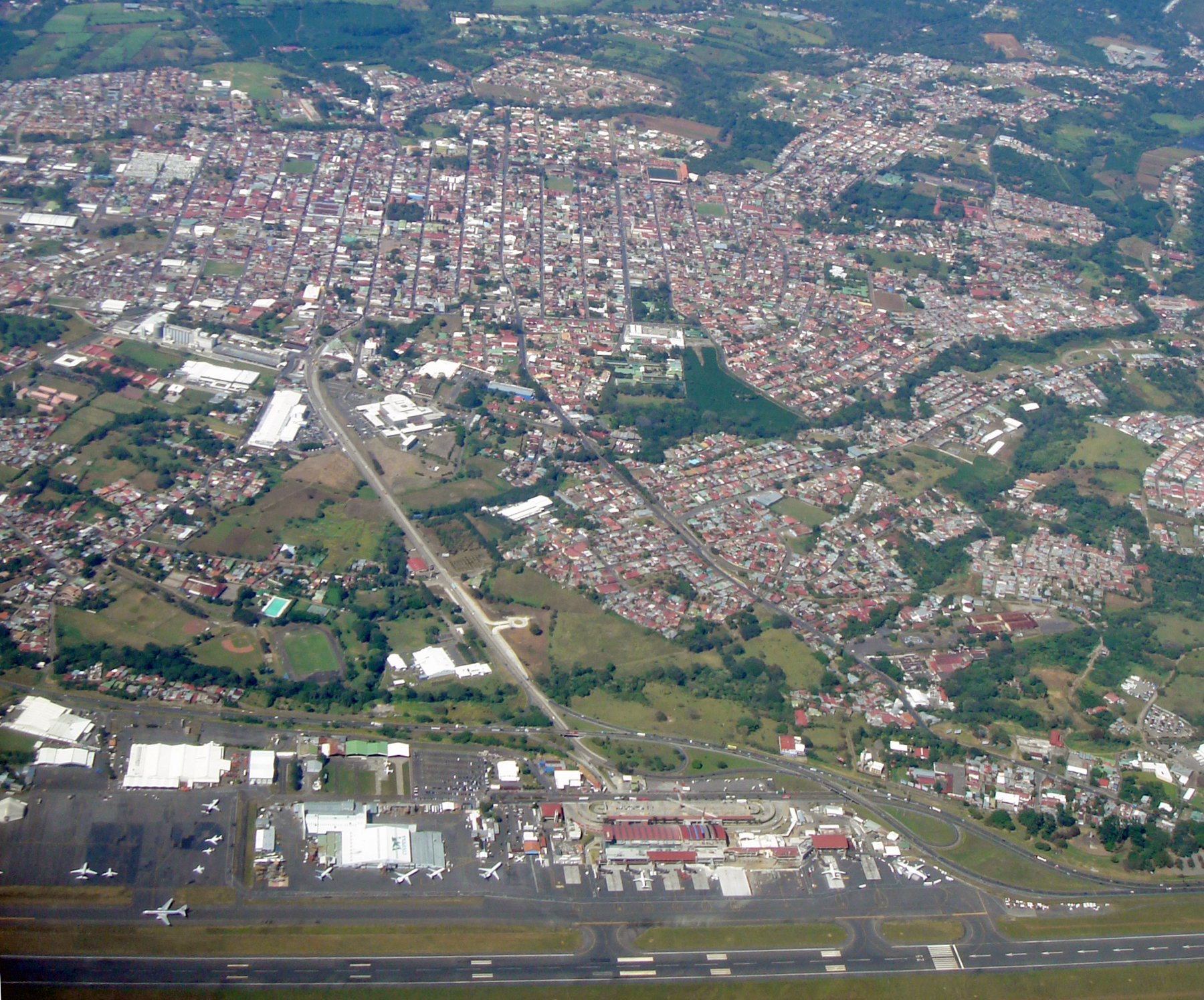
Вид на Алахуелу
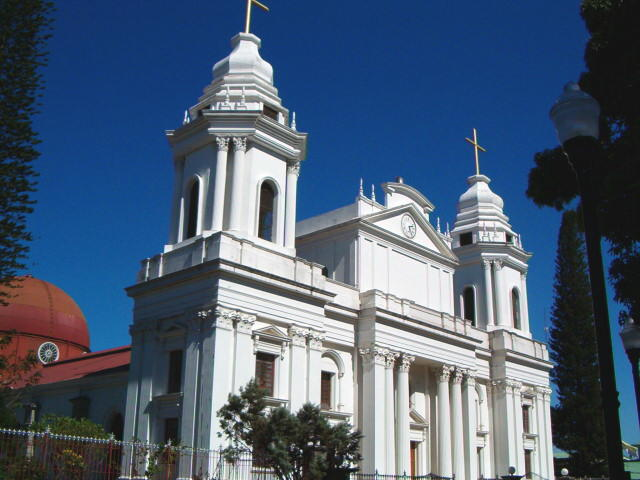
Кафедральний собор Алахуела
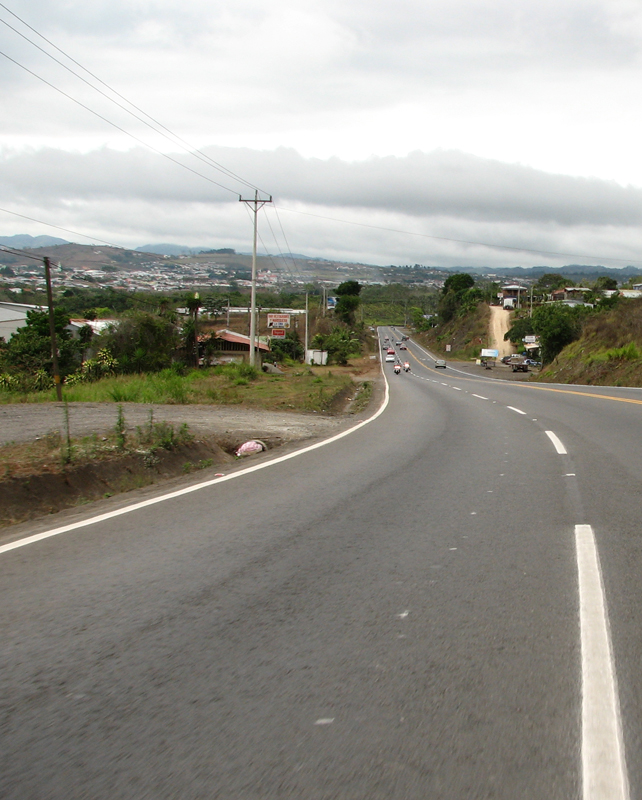
Панамериканське шосе в Сан-Рамоні

| Коста-Рика | Це незавершена стаття з географії Коста-Рики. Ви можете допомогти проєкту, виправивши або дописавши її. |